# Мањадорза (Анкона)
Мањадорза је насеље у Италији у округу Анкона, региону Марке.
Према процени из 2011. у насељу је живело 54 становника. Насеље се налази на надморској висини од 227 м.